# Ціж Богдан Романович
Богда́н Рома́нович Ціж (нар.11 серпня 1957, Львів, Українська РСР) — український науковець та винахідник у сфері електронної техніки та фізики, доктор технічних наук, професор завідувач кафедри загальнотехнічних дисциплін Львівського національного університету ветеринарної медицини та біотехнологій імені Степана Ґжицького.
Має понад 300 опублікованих наукових та  навчально-методичних праць, з них 27 авторських свідоцтв та патентів України, підручники і навчальні посібники.

## Життєпис
Народився у місті Львові 11 серпня 1957 року. Закінчив Дрогобицьку середню школу № 2 в 1974 році. Вступив у Львівський університет імені Івана Франка на спеціальність фізика. 1979 року закінчив університет. З 1979 р. по 1992 р. працював у Львівському науково-дослідному інституті матеріалів (НВП «Електрон-Карат») на посадах інженера, старшого інженера, старшого наукового співробітника. В 1987 році захистив кандидатську дисертацію за спеціальністю 01.04.07 — фізика твердого тіла.
З 1992 року працює у Львівському національному університеті ветеринарної медицини та біотехнології ім. С. З. Ґжицького на посадах старшого викладача, доцента, завідувача кафедри загальнотехнічних дисциплін. З 1993 по 1996 рік був заступником декана санітарно-технологічного факультету.
У 1998 році захистив докторську дисертацію на тему «Розробка і дослідження тонкоплівкових структур для фотоперетворювачів та оптичних носіїв інформації» у  Державному університеті «Львівська політехніка» за спеціальністю 05.27.06 — технологія, обладнання та виробництво електронної техніки.
2001 року здобув вчене звання професора, а в 2002 році був обраний академіком Академії зв'язку України.

## Наукова діяльність
Основні наукові дослідження Богдана Ціжа стосуються галузі електронної техніки, а також фізики і технології тонкоплівкових структур для функціональних пристроїв мікроелектроніки. Він займається розробкою і дослідженням тонкоплівкових структур на основі органічних та неорганічних напівпровідників для селективних газових сенсорів, фотоперетворювачів, оптичних носіїв інформації та інших пристроїв.
2015 року увійшов до складу Наукової (експертної) ради Міністерства освіти і науки України.

## Вибрана бібліографія

### Основні підручники і навчальні посібники
- Богдан Ціж, Оксана Максисько. Автоматизація виробничих процесів: Навчально-методичний посібник. – Львів : ЛНУВМБ ім. С.З. Гжицького, 2020. – 112 с.
- Б. Ціж, О. Аксіментьєва, М. Чохань. Сенсорний аналіз харчових продуктів: Навчальний посібник. – Львів : Піраміда, 2019. – 221 с.
- Ціж Б.Р., Максисько О.Р., Галкіна Н.С. Електротехніка: Навчально-методичний посібник. – Львів: ЛНУВМБ ім. С. З. Гжицького, 2017. – 244 с.
- Ціж Б.Р. Електротехніка: Навчально-методичний посібник. – Львів: ЛНУВМ та БТ ім. С.З. Гжицького, 2016. – 110с.
- Ціж Б.Р., Байцар Р.І., Варивода Ю.Ю., Васерук Н.Я.  Кваліметрія: Навчальний посібник. – Львів: ЛНУВМ та БТ ім. С.З. Гжицького, 2014. – 150 с.
- Ціж Б.Р. Матеріалознавство: Навчальний посібник. – Львів: ЛНУВМ та БТ ім. С.З. Гжицького, 2011. – 80 с.
- Ціж Б.Р. Теплотехніка: Навчальний посібник. – Львів: Добра справа, 2011. – 166 с.
- Ціж Б.Р. Ощипок І.М. Автоматизація виробничих процесів: Навчально-методичний посібник. – Л.: Добра справа, 2009. – 192 с.
- Ціж Б.Р. Варивода Ю.Ю. Психологія інженерної діяльності: Навчально-методичний посібник. – Львів: Ліга Прес, 2008. – 140 с.
- Ціж Б.Р. Сокіл Б.І., Сокіл М.Б. Теоретична механіка: Підручник // Львів: Сполом, 2008. – 458 с.

### Монографії
- Б. Ціж, О. Аксіментьєва, Р. Голяка, М. Чохань. Газові сенсори для аналізу харчових продуктів. – Львів : СПОЛОМ, 2021. – 236 с.
- О. Аксіментьєва,  Б. Ціж,  М. Чохань. Сенсори контролю газових середовищ у харчовій промисловості та довкіллі: монографія. – Львів : Піраміда, 2018. – 282 с.
- Ціж Б.Р. Хронологія технічного прогресу. Історико-технічний довідник// Львів : Ліга-Прес, 2003. – 182 с.
- Ciż B., Kajdasz-Aouil M.: Chronologia progresu technicznego. Historyko-techniczny informator // Bydgoszcz. Akademia Bydgoska im. Kazimierza Wielkiego, 2004. – 285 s.
- Ciż B., Prochorenko W., Dziamski Z.: Zarysy z historii nauki i techniki // Bydgoszcz. Akademia Bydgoska im. Kazimierza Wielkiego, 2005. – 152 s.

### Основні публікації у наукових журналах
- Bohdan Tsizh, Olena Aksimentyeva. Ways to improve the parameters of optical gas sensors of ammonia based on polyaniline  // Sensors and Actuators A: Physical. – 2020. – Vol. 315,  112273.
- O. I. Aksimentyeva, B.R. Tsizh, Yu.Yu. Horbenko, O.I. Konopelnyk, G.V. Martynyuk, and M.I. Chokhan’. Flexible elements of gas sensors based on conjugated polyaminoarenes // Molec. Cryst. & Liq. Cryst. – 2018. – Vol. 670, № 1. – P. 3 – 10.
- I.B. Olenych, O.I. Aksimentyeva, B.R. Tsizh, Yu.Yu. Horbenko. Transport and Relaxation of Charge in Organic-Inorganic Nanocomposites  // Acta Physica Polonica A. – 2018. – V. 133, № 4. – P. 851 – 855.
- Bohdan Tsizh, Olena Aksimentyeva. Ways to Improve the Sensitivity and Selectivity of Gas Sensors Based on Polyaniline // IEEE Xplore Digital Library. – 2018. – DOI: 10.1109/UkrMiCo.43733.2018. 9047579.
- Tsizh B.R., Aksimentyeva O.I. Organic High-Sensitive Elements of Gas Sensors Based on Conducting  Polymer Films // Molec. Cryst. & Liq. Cryst. – 2016. – Vol. 639. – P. 33 – 38.
- Tsizh B.R., Chokhan M.I., Olkhova M.I. Recovery Processes of Optical Properties of Polymer Sensor Films // Molec. Cryst. & Liq. Cryst. – 2016. – Vol. 639. – P. 19 – 23.
- B.R. Tsizh, O.I. Aksimentyeva, Ya.I. Vertsimakha, P.M. Lutsyk, and M.I.Chokhan. Effect of Ammoniaon Optical Absorption of Polyaniline Films // Molec. Cryst. & Liq. Cryst. – 2014. – Vol. 589. – P. 116 – 123.
- B. Tsizh, O. Aksimentyeva, V. Lazorenko, and M. Chokhan. Structure and Gas Sensitivi of the ZnO Sensor of Etanol // Solid State Phenomena. – 2013. – Vol. 200.– P. 305 – 310.
- Tsizh B.R., Aksimentyeva O.I., Chokhan M.I., Portak Yu.R. Sensitive  Elements  of  Resistive  Gas  Sensors  Based on  Organic  Semiconductors // Molec. Cryst. & Liq. Cryst. – 2010. – Vol. 535. – P. 220 – 224.
- Tsizh B.R., Chokhan M.I., Aksimentyeva O.I., Konopelnyk O.I. Sensors to Control of the Quality of Animal Food Based on Organic Semiconductors // Molec. Cryst. & Liq. Cryst. – 2009. – Vol. 497. – P. 254 – 260.
- Tsizh B.R., Vertsimakha Ya.I., Verbitsky A.B. Gas  effekt on photovoltaic properties of organic semiconductor/cadmium sulhoselenide heterostructures // Funct. mater. – 1997. –V.4, №1. – P. 61 – 63.
- Ціж Б.Р. Потенціяльні бар’єри на межах поділу органічних напівпровідників / Ціж Б.Р. // Жур. фіз. досл. –1997. – Т.1, №2. – С.276 – 278.
- Циж Б.Р., Верцимаха Я.И., Тимофеев С.В., Трофимов В.И. Фотовольтаические свойства гетероструктур сульфоселенидов кадмия с пентаценом // Жур. прикл.спектроскопии. – 1990. – Т.53, №4. – С.685 – 688.
- Циж Б.Р., Миколайчук А.Г., Городинский А.Б., Зубач Л.Д. Кристаллическая структура сильно текстурированных пленок CdSxSe1-x // Кристаллография. – 1990. – Т.35, В.5. – С.1257 – 1260.
- Циж Б.Р., Миколайчук А.Г., Гайдучок В.Г. Фотовольтаические свойства гетероструктур сульфоселенидов кадмия с пентаценом // Жур. прикл.спектроскопии. – 1989. – Т.51, №1. – С.86 – 89.
- Циж Б.Р., Миколайчук А.Г., Смишко Е.В., Жовтанецкий О.И. Температурные зависимости оптических свойств пленок CdSxSe1-x // Жур. прикл. спектроскопии. – 1986. – Т.45, №6. – С.1020 – 1022.